# Baeospora myosura
Pour les articles homonymes, voir Queue de souris.
Espèce
Baeospora myosura (la collybie queue de souris - nom vernaculaire recommandé par la SMF - ou collybie des cônes) est une espèce de champignons basidiomycètes de la famille des Marasmiacées. Ce petit champignon se développe le plus souvent en groupes de quelques individus plantés sur un même support : un cône de pin (parfois enfoui dans le sol). Sa chair est blanche et délicate mais il est si peu consistant qu'il est sans aucun intérêt culinaire[réf. nécessaire].
Synonyme : Collybia conigena